# Gesuati

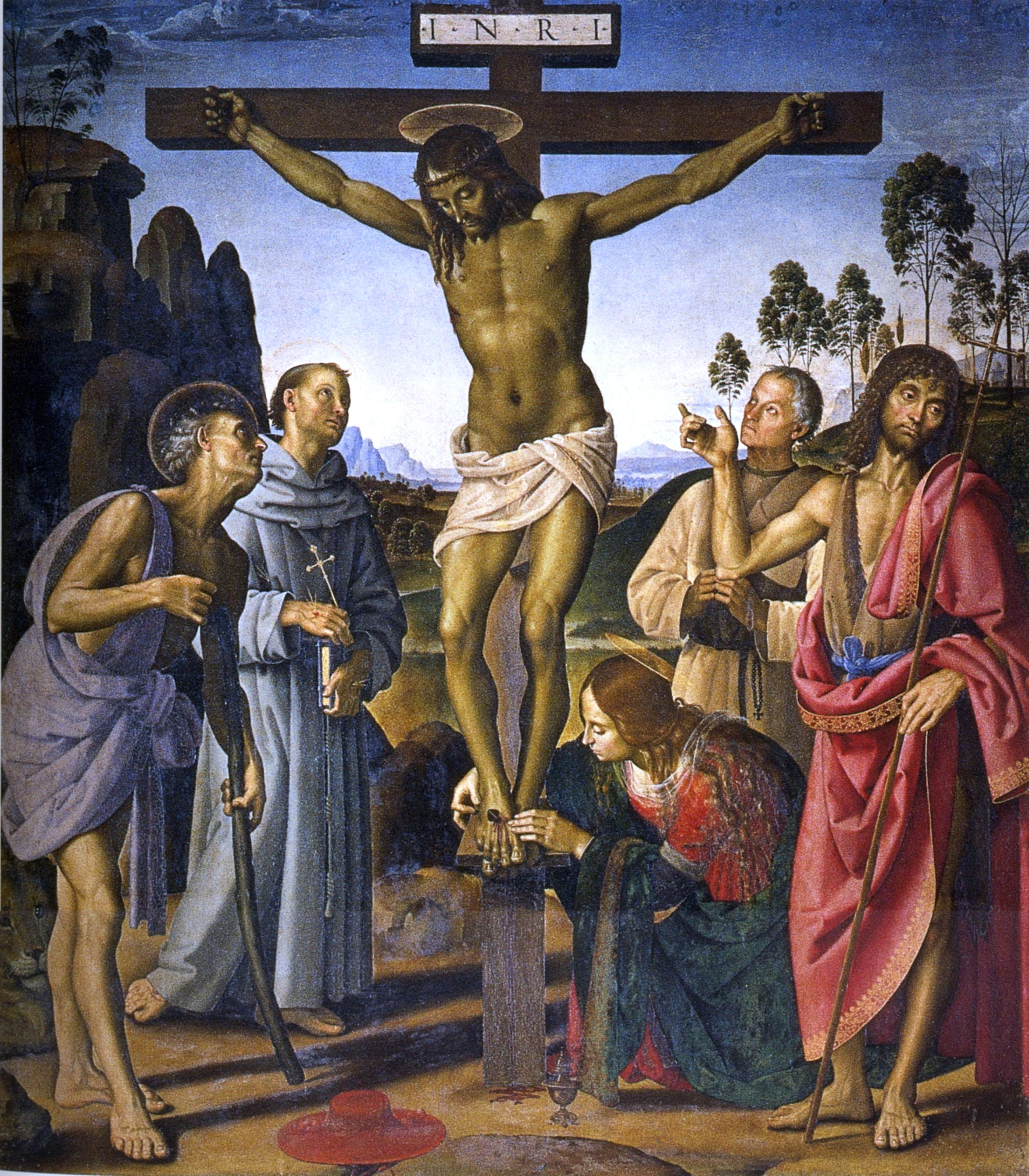
Crocifissione con san Girolamo, il beato Giovanni Colombini e altri santi: dipinto di Pietro Perugino e Luca Signorelli per il convento di San Giusto alle mura dei gesuati di Firenze

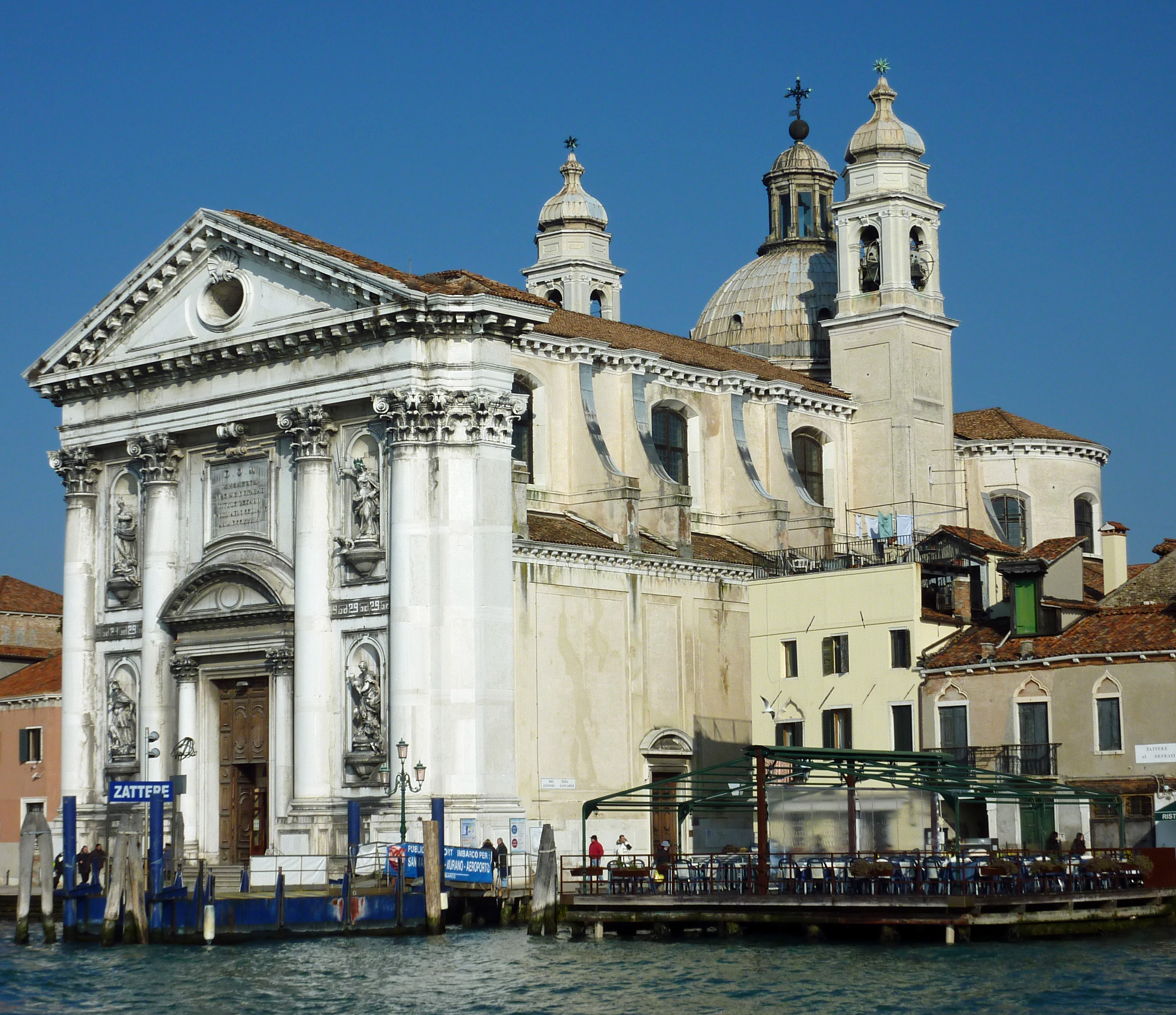
La chiesa di Santa Maria del Rosario a Venezia, detta "dei Gesuati" (in realtà edificata dai Domenicani sull'area appartenuta ai Gesuati prima della loro soppressione)

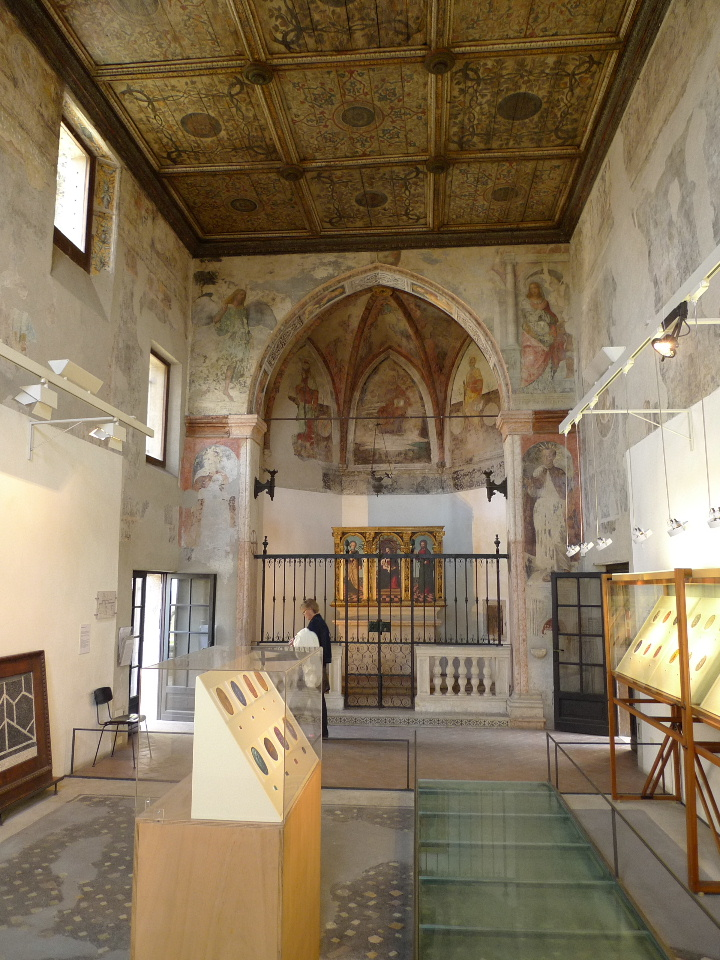
L'ex chiesa dei Gesuati di Verona, ora adibita a sala del museo archeologico al teatro romano

I gesuati sorsero a metà del XIV secolo come fraternità di laici ispirata alla spiritualità di san Girolamo; si trasformarono poi in ordine mendicante (frati gesuati di san Girolamo) e infine in congregazione clericale nel 1606 (chierici apostolici di san Girolamo). Vennero soppressi da papa Clemente IX nel 1668.

## Storia

### Origini
Vennero fondati attorno al 1360 dal ricco mercante e banchiere senese Giovanni Colombini. Secondo la tradizione, risalente alla biografia del fondatore redatta da Feo Belcari nel 1449, Colombini si convertì insieme alla moglie Biagia dopo la lettura della vita di santa Maria Egiziaca, una prostituta pentita che trascorse l'ultima parte della sua vita infliggendosi pubbliche e severe penitenze.
In realtà la conversione di Colombini dovette maturare nel clima di fermento religioso e di crisi istituzionale ed ecclesiale dell'Italia del XIV secolo (cattività avignonese, movimenti pauperistici, predicazione dei mendicanti, peste nera, crisi dei comuni, ingresso di Carlo IV di Lussemburgo a Siena).
A Colombini, che decise con la moglie di vivere in castità, si associarono presto Mino Vincenti e il notaio Domenico da Montichiello: insieme, si dedicavano a seppellire i cadaveri abbandonati, a curare e ospitare i poveri e i lebbrosi, ad assistere i moribondi negli ospedali pubblici. Nel 1359 Colombini venne nominato priore della compagnia dei disciplinati di Santa Maria della Scala, ma due anni dopo venne bandito da Siena.
Iniziò a dedicarsi alla predicazione itinerante, facendo aumentare il numero dei suoi seguaci che furono chiamati gesuati, per il loro frequente ripetere il nome di Gesù; persuase sua cugina Caterina a fondare il ramo femminile contemplativo delle gesuate.
Nel 1367 entrò a far parte della Compagnia dei gesuati Bianco da Siena, poeta mistico, autore di numerose laude e maggiore epigono di Jacopone da Todi.

### Approvazione pontificia
Essendo caduti in sospetto di eresia, di essere vicini ai fraticelli e accusati di aver iniziato una nuova famiglia religiosa contravvenendo alle disposizioni del concilio Lateranense IV, per consentire ai gesuati di sopravvivergli Colombini si persuase a chiedere il sostegno pontificio: si recò a Viterbo da papa Urbano V che, il 14 giugno 1367, approvò oralmente la compagnia come fraternità di laici, imponendo loro di smettere di vestirsi di stracci e adottare un abito uniforme e di risiedere stabilmente in conventi.
Colombini, già malato, morì poco dopo e il suo primo collaboratore, Francesco Vincenti, lo seguì presto: fu Gerolamo d'Asciano ad assumere la guida dei gesuati e ad attuare le disposizioni papali. In breve tempo sorsero conventi a Lucca, Pistoia, Livorno, Arezzo, Firenze, Città di Castello, Ferrara, Bologna, Vicenza, Venezia.
L'abito dei gesuati era costituito da tonaca bianca, cappa e cappuccio grigi e cintura di cuoio: erano scalzi ma potevano usare gli zoccoli.
Essendo in massima parte di bassa estrazione sociale e analfabeti, i gesuati si impegnarono nei lavori manuali e artigianali: alcuni conventi si specializzarono nella fabbricazione di orologi, altri nella costruzione e riparazione di torri campanarie, altri ancora nella produzione di vetrate artistiche, nella confezione di prodotti erboristici e nella distillazione di acquavite (particolarità che valse ai gesuati l'appellativo di "frati dell'acquavite").

### Elevazione a ordine mendicante
I gesuati dovettero presto affrontare nuove difficoltà: accusati di eresia, vennero esaminati e riconosciuti innocenti dal certosino Niccolò Albergati. L'episodio, comunque, spinse il superiore dei gesuati Spinello Buoninsegna a incaricare Giovanni Tavelli (poi vescovo di Ferrara, amico di Albergati e di papa Eugenio IV) di elaborare delle costituzioni, basate sulle regole di sant'Agostino e san Benedetto.
Iniziò così il processo che portò i gesuati a trasformarsi da libera compagnia di laici in ordine mendicante: papa Alessandro VI diede loro il titolo di "frati gesuati di san Gerolamo" (22 agosto 1499); papa Giulio II impose loro di emettere i voti di religione (23 gennaio 1511) e papa Clemente VII estese loro i privilegi degli eremitani (3 gennaio 1532). I gesuati vennero inseriti nel numero degli ordini mendicanti da papa Pio V il 19 novembre 1567.

### Decadenza e soppressione dell'ordine
La massima fioritura dell'ordine si ebbe nel XV secolo, nel corso del quale ai dieci conventi già esistenti se ne aggiunsero altri dodici (soprattutto in Veneto, ma anche a Roma, Milano, Brescia, Cremona e a Tolosa); la crescita rallentò sensibilmente nel XVI secolo, durante il quale vennero fondati solo altri otto conventi, e nel XVII secolo ci furono solo due fondazioni.
La diminuzione della crescita era sintomatica della crisi dell'ordine, che non era più in grado di rispondere alle mutate esigenze religiose del tempo e non suscettibile agli adattamenti. I gesuati erano ancora un ordine essenzialmente laicale: solo il 18 febbraio 1606 papa Paolo V consentì a un certo numero di frati l'accesso al sacerdozio e solo nel 1611 i limiti vennero totalmente eliminati.
Il 6 dicembre 1668, con la bolla Romanus Pontifex, papa Clemente IX soppresse i gesuati insieme agli eremiti di San Girolamo e ai canonici Regolari di San Giorgio in Alga. I loro beni vennero incamerati dalla Serenissima per finanziare la difficile lotta dei veneziani contro i Turchi ottomani nel Mediterraneo per il dominio dell'isola di Candia (Creta).